# Beta Lyrae
Beta Lyrae (β Lyr, β Lyrae) es una estrella variable del tipo "binaria eclipsante" situada en la constelación de Lyra (la Lira). Su nombre es "Sheliak", del persa شلياق šelyāq, que significaba en esta lengua justamente "lira" o "arpa".

Animación que muestra cómo se altera la curva de luz de una estrella binaria de contacto mientras realiza su órbita. Este caso presupone que el plano de la órbita cruza con la línea de observación del observador.

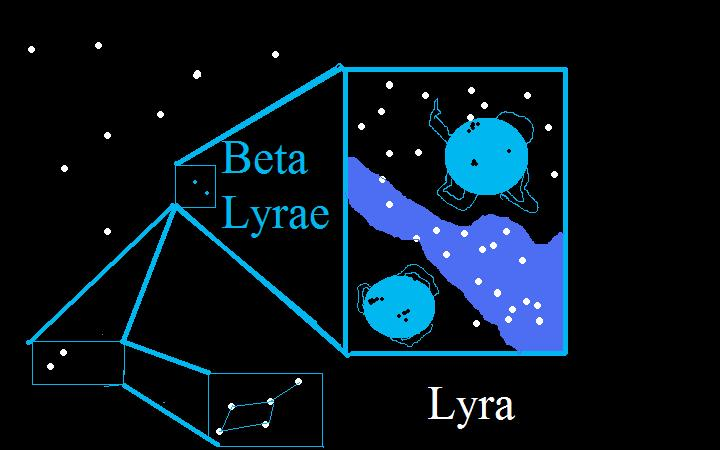

Este sistema binario está formado por dos estrellas mucho mayores que el Sol: la mayor (primaria) con una temperatura superficial de 11 000 K y color blanco-azulado, y la secundaria con una temperatura superficial inferior a los 6000 K de color blanco.
Ambas orbitan en torno al baricentro en un período de 12 días 22 h y 22 min; la masa conjunta del sistema es 30 veces la del Sol. El sistema dista de nosotros unos 860 años-luz por lo que son muy brillantes.
Su brillo oscila entre las magnitudes 3,3 y 4,2: cuando ambas estrellas no están eclipsadas la magnitud conjunta es de 3,3 pero cuando se produce el eclipse principal (el astro primario se sitúa delante del secundario), una de las dos estrellas queda casi completamente oculta y el brillo conjunto baja hasta la magnitud 4,2. Por el contrario cuando se produce un eclipse secundario (el astro menor pasa delante del mayor), la ocultación es parcial y la magnitud baja al valor de 3,7 (técnicamente conocida como "mínimo secundario").
Es además una estrella binaria de astros fijos (sistema óptico) con una estrella primaria gigante de magnitud variable y otra secundaria de la 8,6 magnitud situada a 46" de distancia con un ángulo de posición de 149º; existe una tercera estrella de magnitud 9,9 localizada a 67" de distancia con un ángulo de posición de 318º P.A. y una cuarta estrella, de la misma magnitud, a 85" con un ángulo de posición de 19°.
- Datos: Q13352
- Multimedia: Beta Lyrae / Q13352